# Patria Nueva (Hidalgo)
Patria Nueva es una localidad de México, localizada en el municipio de Santiago de Anaya en el estado de Hidalgo.

## Toponimia
No se sabe cuándo y quien dio origen al primer nombre de este lugar, sin embargo el nombre antiguo de este pueblo “Ndese” tiene raíces otomíes dado quizás por el asentamiento de grupos indígenas que habitaban la zona antes de la Conquista de México; en otomí “Ndese” significa lugar de capulines y esto se presume porque todavía se conserva en algunos lugares de la comunidad una gran cantidad de arbustos o pequeños árboles silvestres, llamados capulines o capulincillos, con un fruto de color negro no comestible.
Existe una hipótesis que después de la Conquista se le llamó barrio “El Capulín”. Capulín es de origen náhuatl bajo la denominación capolin/capolcuahuitl, que es una planta o árbol con un fruto parecido a la cereza. Lo anterior en virtud de que los historiadores nos dicen que, durante la colonia, el “barrio” se reafirmó como espacio específicamente vinculado al indígena alojado en la periferia de alguna ciudad o pueblo.

## Historia

### Época prehispánica

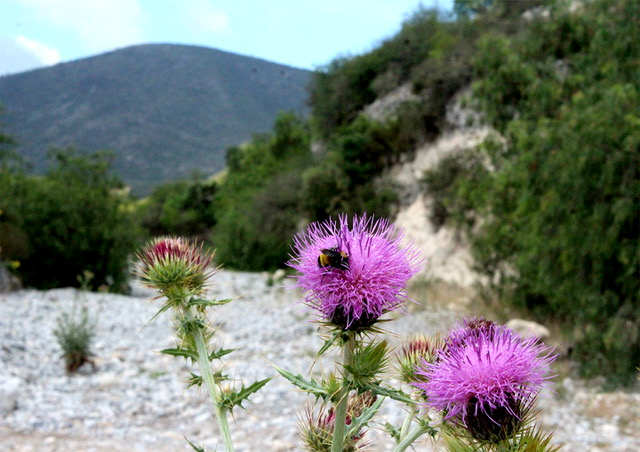
Flora típica, barranca de Patria Nueva.

El área geográfica de este pueblo pudo estar habitada muchísimo antes de la conquista de México, ya que se han tenido hallazgos de restos fósiles de animales de gran tamaño, estos restos se han encontrado en minas de arena y se ha confirmado que se trata de un mamut, se han encontrado también restos de humanos de gran tamaño, esto es; de más de tres metros totales de altura, lo cual nos recuerda los mitos y leyendas sobre seres gigantes en muchas culturas del mundo, incluida la leyenda otomí de los “uemas”, los gigantes nómadas que habitaron alguna vez el mundo prehispánico, y el mito que fueron los ancestros de los otomíes y quienes les enseñaron el arte de la alfarería.
No se sabe cuándo y cómo pudo haber ocurrido la llegada los primeros hombres para formar asentamientos humanos en esta parte de tierra del Valle del Mezquital, sin embargo un hecho importante son los hallazgos de restos y piezas de obsidiana a hacia la zona muy baja de la falda del cerro “El Teptha” hasta muy cerca del actual canal de Gaxidho y los límites de lo que ahora son parte de los terrenos ejidales, se han encontrado también restos de recipientes de barro finamente labrados, entre las piezas de obsidiana, las de mayor peculiaridad son las encontradas con apariencia de puntas de flecha de diversos tamaños.
Previo a la conquista de los españoles en los tiempos de dominio de los mexicas, se constituyeron en la principal fuerza política y militar del altiplano central, se habla de un pueblo otomí sometido y rechazado y que fueron relegados a zonas de difícil acceso, y estos buscaron refugio entre estos lugares áridos del Valle del Mezquital, razón por la que se presume que existían grupos en la región que limitan este quienes se dedicaban a la caza y recogiendo frutos como la flor y el fruto del garambullo, la flor de la palma, el fruto del mezquite, nopales y tunas que hasta antes de que los terrenos fueran de cultivo era la flora típica de nuestra tierra, sin embargo eran grupos seminómadas y quizás por esa razón no se tiene en esta zona algún vestigio importante de estos grupos, solo las piezas de obsidiana y cerámica encontradas en esta tierra.

### Periodo del Virreinato Español

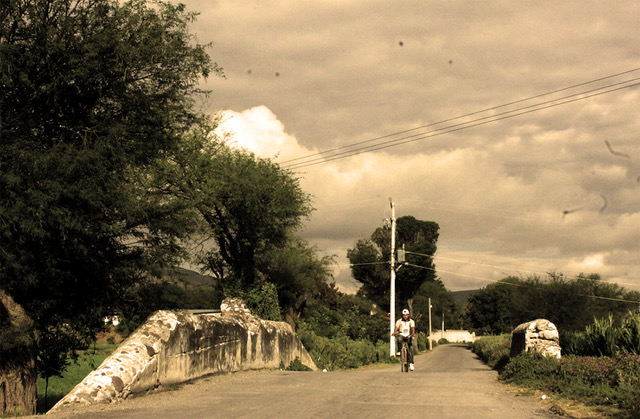
Puente antiguo en Patria Nueva.

Después de la conquista de Tenochtitlan no se ha encontrado algún documento histórico de este pueblo, sin embargo a la llegada de los españoles el Valle del Mezquital ya estaba poblado y una vez consumada la conquista de Tenochtitlan, se inicia la expansión de esta conquista sobre reinos y grupos indígenas entre ellos el territorio de lo que hoy conforma el estado de Hidalgo, Hernán Cortés solicita a España el envío de religiosos para la evangelización, en el año de 1533 llegan los agustinos y después de 1536 se instalan en el Valle del Mezquital.   
Estos misioneros agustinos fundaron conventos y templos; en Patria Nueva existen cuatro capillas, el “Dextho”, los “Dolores”, la capilla de la Virgen María conocida antiguamente como capilla de la Bóveda y la Capilla de la Candelaria, existen tres capillas más de las cuales una de ellas ya no se tiene ningún rastro y que se le conocían como capilla de “San Antonio”, la cual se ubicaba en la zona centro del pueblo y conocida antiguamente en otomí como Nitsʹi (en lo alto), otra se conoce como la capilla de “Orizabita” o El Bondho y otra más que se conoce como la del Sagrado Corazón, conocida antiguamente en otomí como Nguani (falda o pie del cerro).

### Porfiriato, revolución y periodo posrevolucionario

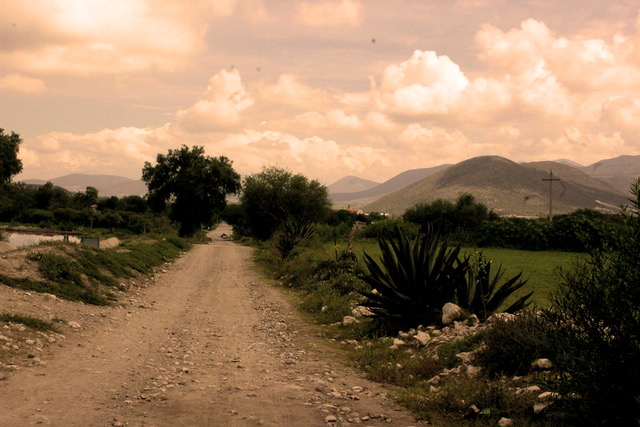
Parte del Camino Real.

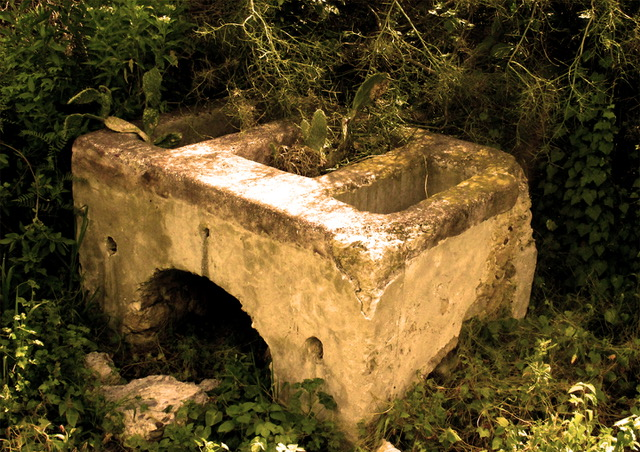
Lavadero tradicional del año 1900.

En esta región del Valle del Mezquital estaba la hacienda de “San Miguel Ocozá”, dedicada a la explotación del maguey y labores de cultivo. Dado que el barrio El Capulín en esa época era un anexo del pueblo de Yolotepec, esto lo que originó que ciudadanos del barrio el Capulín iniciaran las gestiones y lucha para que se diera la dotación de tierras ejidales de la Hacienda de Ocozá. El 14 de septiembre de 1916 se solicitó la restitución de ejidos, precisando que en caso de que esto no fuera procedente, se diera la dotación de tierras, esto se reiteró a través de los representantes el 7 de noviembre de 1916.
El 30 de marzo de 1919, se envió comunicado de la Comisión Nacional Agraria, en el cual se informaba de los acuerdos de los Jefes de la Revolución en relación con que había acuerdos firmados años atrás para que las tierras de las haciendas se convirtieran en ejidos, donde se cita que el primer escrito donde se solicitaron tierras fue el 20 de diciembre de 1914, los solicitantes de estas tierras de la hacienda de Ocozá.
Con la creación de los Comités Particulares Ejecutivos, se formó el Comité del antiguo barrio El Capulín y el pueblo de Yolotepec. La Comisión Local Agraria emitió su dictamen el día 23 de febrero de 1924 y fue aprobado en esa misma fecha por el Gobernador de Hidalgo, y esto fue notificado el 11 de marzo de 1924 al representante del pueblo de Yolotepec, para proceder a la posesión provisional de tierras decretadas el 23 de febrero de 1924. 
El 22 de marzo de 1924, el Secretario de la Comisión Local Agraria, envió oficio al Comité Administrativo, Donaciano Camargo Pérez, donde se le entera a la Comisión Local Agraria que el C. Ing. Arturo P. Sánchez dio posición provisional de las tierras ejidales del 16 al 18 de marzo de 1924. El 15 de mayo de 1925 el Comité Ejecutivo convocó a todos los vecinos del barrio El Capulín y el pueblo de Yolotepec, para que recibieran sus parcelas ejidales de manera provisional como ejidatarios.
El Presidente de la República Plutarco Elías Calles y el Secretario de Agricultura y Fomento y Presidente de la Comisión Nacional Agraria Luis L. León, emiten el resolutivo el 10 de septiembre de 1925 para la dotación de tierras ejidales a la solicitud realizada desde el 14 de septiembre de 1916 de acuerdo al dictamen de la Comisión Nacional Agraria confirmando la resolución del 23 de febrero de 1924 por el Gobernador del Estado; publicándose en el Diario Oficialde la Federación el 9 de diciembre de 1925.

### Categoría de pueblo

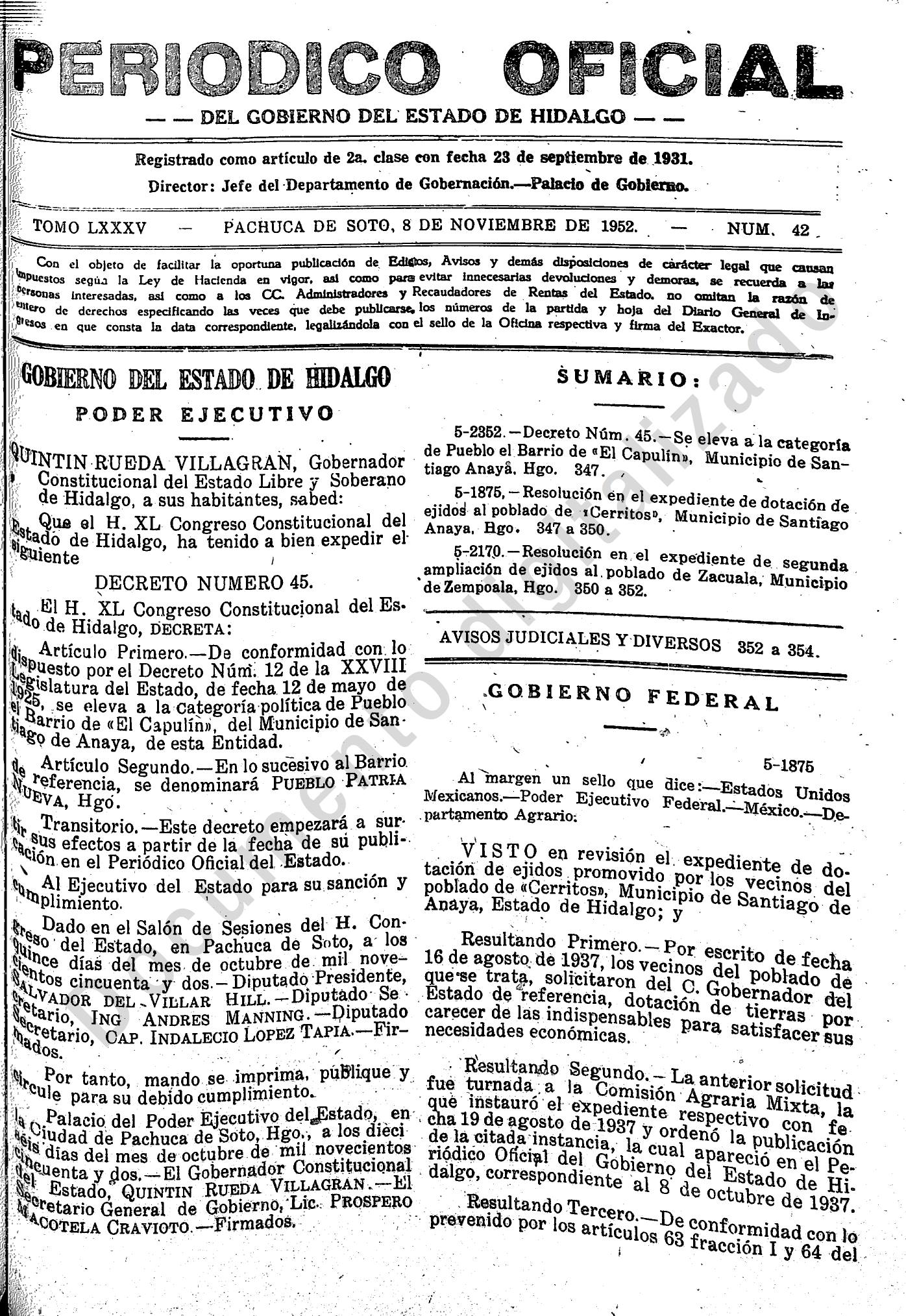
Decreto Oficial publicado el 8 de noviembre de 1952 por el que se crea el Pueblo de Patria Nueva.

En 1951, Patria Nueva no contaba con iglesia propia y tan sólo agrupaba a 67 familias, lo que la dejaba con menos 1000 habitantes. Se seguía dependiendo en la mayoría de las actividades principales en Yolotepec, para los festejos de la fiestas religiosas se conformaban los llamados mayordomos y estos eran regularmente del barrio El Capulín y se veneraba al santo patrono de Yolotepec San Juan Bautista el día 24 de junio de cada año, sin embargo había otros santos que eran propiedad del barrio El Capulín, estos eran el cristo de la Preciosa Sangre, la Virgen María, la Virgen de Dolores y la Virgen de Guadalupe, no se sabe con exactitud en que año se llevaron estos santos del barrio El Capulín a la iglesia de Yolotepec, esto por ser una iglesia grande y en el barrio solo se tenían pequeñas capillas y existe el mito de que estos santos fueron traídos de la antigua hacienda del “Donij′a”.
Cada 24 de junio, de madrugada, la gente del barrio El Capulín se desplazaba caminando por la carretera federal México-Laredo rumbo a la Iglesia de Yolotepec para festejar a San Juan Bautista. Transcurría el mes de junio del año de 1951, cuando los vecinos del barrio El Capulín llegaron como lo hacían desde hacía muchos años a la iglesia de Yolotepec en procesión con su música, ceras escamadas y flores, encontrando las puertas cerradas, ya que los vecinos de Yolotepec habían cantado desde muy temprano las mañanitas y cerrado después de esto las puertas, debido a esto hubo disgusto de la gente del barrio El Capulín por esta acción de los pobladores de Yolotepec.
Derivado de lo ocurrido, los vecinos del barrio El Capulín ya no fueron al año siguiente, junio de 1952 y se fue fraguando por los vecinos del barrio El Capulín, traerse a sus santos; lo cual pudo ser posible el 11 de agosto de 1952, aprovechando que se tuvo una misa por la mañana en la iglesia de Yolotepec para festejar el aniversario de la muerte de una vecina del antiguo barrio El Capulín y hubo mucha gente de esta comunidad que asistió porque días antes ya se había tramado que durante este evento se traerían a sus Santos y de este hecho creció la idea de formar un pueblo independiente. 
Fue entonces durante esta misa en que los vecinos del barrio El Capulín, solicitaron a algunos vecinos de Yolotepec presentes la entrega de unas imágenes que estaban en su templo, porque eran de su propiedad y trasladarlos a su barrio, ante esto hecho el cura que oficiaba la misa exhorto a los vecinos de Yolotepec para que entregaran los Santos a los vecinos del barrio El Capulín porque eran propiedad de ellos a fin de evitar algún conflicto.
Una vez recuperados los Santos y en las manos de unas 60 personas aproximadamente del barrio El Capulín tomaron camino nuevamente por la carretera federal México-Laredo rumbo a su barrio llevando en hombros a sus Santos.
Este hecho fue el detonante para la separación e independencia de Yolotepec y la conformación de un nuevo pueblo, por lo que iniciaron las gestiones para conseguir la categoría de pueblo a través del primer Comité de Mejoramiento Cívico y Material.
Finalmente se logra elevar a categoría de pueblo por Decreto expedido por el Congreso del Estado de Hidalgo y publicado en el Diario Oficial del Estado de fecha 8 de noviembre de 1952. Su nombre quedaría determinado a través del primer Comité de Mejoramiento Cívico y Material y después de varias propuestas, se decidió el nombre de Patria Nueva, ya que representaba el logro de tener una independencia como barrio del pueblo de Yolotepec y se lograba un lugar propio y soberano. 
A partir del nacimiento de Patria Nueva como tal, se iniciaron una serie de trabajos y obras reformistas en las que trabajaron la gran mayoría de las familias. Se llegó a construir una iglesia en 1972, terminándose en 1979.

## Geografía
Está enmarcada en una especie de valle rodeada de una serie de elevaciones de regular tamaño, conocidos como cerro “El Cebadero” en la parte norte, “El Ghemai” en la parte norponiente, “La Cumbre” al poniente, cerro “El Xitephe” a la entrada de la comunidad viniendo de sur a norte y el cerro del “Teptha” en la parte nororiente. Limita al norte por los ejidos de Yolotepec, La Blanca y El Palmar, al sur por la comunidad de Boxaxni y Lagunilla (Las Rosas), al este con las comunidades de La Blanca y El Mezquital y al oeste nuevamente con el ejido de Yolotepec. Sentada actualmente a ambos lados de la carretera federal No. 85 (México-Laredo) sobre el kilómetro 135.
Se encuentra en la región geográfica del Valle del Mezquital. A la localidad le corresponden las coordenadas geográficas 20° 22’ 15.480” de latitud norte y 99° 03’ 06.397” de longitud oeste; con una altitud de 1926 m s. n. m. Cuenta con un clima semiseco templado. En cuanto a fisiografía se encuentra en la provincia del Eje Neovolcanico, dentro de la subprovincia de Sierras y Llanuras de Querétaro e Hidalgo; su terreno es de llanura. En lo que respecta a la hidrografía se encuentra posicionado en la región del Pánuco, dentro de la cuenca del río Moctezuma, y en la subcuenca del río Actopan.

## Demografía
En 2020 registró una población de 2087 personas, lo que corresponde al 11.39 % de la población municipal. De los cuales 1022 son hombres y 1065 son mujeres. El 74,54% de la población es indígena, y el 36,02% de los habitantes habla una lengua indígena. El 0,11% de la población habla una lengua indígena y no habla español.
| Gráfica de evolución demográfica de Patria Nueva entre 1910 y 2020                           |
|                                                                                              |
| Población de los censos y conteos del Instituto Nacional de Estadística y Geografía (INEGI). |

## Cultura

### Fiestas y tradiciones
El día 12 de diciembre se festeja a la patrona del pueblo la Virgen de Guadalupe festejándose esta fecha desde 1952 en la que se realizó la primera fiesta. También se festeja el 3 de mayo a la Santa Cruz en el cerro Xitphe, el 1 de julio se festeja al señor de la Preciosa Sangre, el quinto viernes de Semana Santa se festejaba a la Virgen de los Dolores y en los últimos años este festejo se realiza el 15 de septiembre en la capilla del mismo nombre, el 15 de agosto se festeja a la Virgen María en la capilla del Capulín y el día 2 de febrero se festeja a la Virgen de la Candelaria en la capilla del Capulín II.
Otro festejo muy tradicional, con la participación de los ejidatarios, es el 15 de mayo de cada año en conmemoración de la entrega provisional de las parcelas ejidales en 1925, en el cual se hace un recorrido con tractores y remolques acompañados de la banda de música, es un evento en el cual todas las familias llevan sus itacates para comer y convivir, así que se come y se baila en esa fecha, para recordar sus orígenes campesinos.
Es también una tradición en el pueblo el gusto por las fiestas charras, la primera charreada en esta comunidad fue el 12 de diciembre de 1952. Así que en los festejos de feria a los santos, es indispensable el 12 de diciembre y el 1 de julio de cada año, realizar charreadas.

## Infraestructura y educación

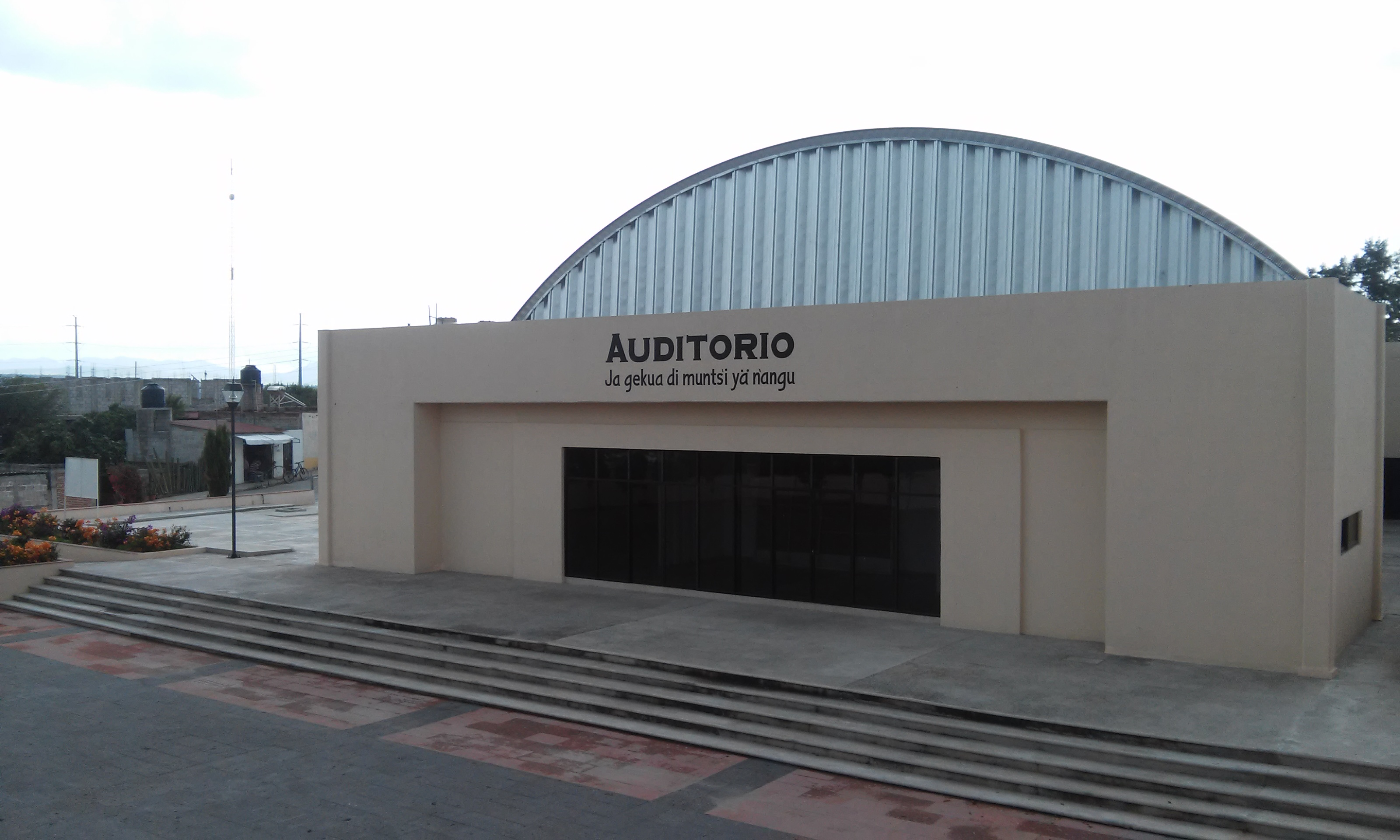
Auditorio de Patria Nueva.

Se encuentra a ambos lados de la carretera federal No. 85 (México-Laredo) sobre el kilómetro 135, siendo esta vía la principal vialidad para su acceso con el exterior. En cuanto a medios de comunicación, cuenta con Internet, red telefónica y telefonía celular, la señal de televisión, llega por señales de cable y abierta. El código postal de la localidad es 42630 y su prefijo telefónico es 772.
Se cuenta con una unidad deportiva con canchas de fútbol, fútbol 7 y desde 2016 una de baloncesto; un auditorio comunitario, explanadas cívicas y la Delegación Municipal. El pueblo cuenta también con un lienzo charro y un Centro de Salud.
En cuanto a la parte educativa, actualmente la población cuenta con un preescolar el cual inició actividades entre 1953 y 1954. En el año de 1973 se le llamó “Emiliano Zapata”. La población cuenta con una escuela primaria la cual se inauguró el 3 de mayo de 1953, actualmente con el nombre de Lázaro Cárdenas. Dentro de la educación media superior, se cuenta con un plantel Colegio de Estudios Científicos y Tecnológicos del Estado de Hidalgo desde agosto de 2010 y a partir de marzo de 2017 se cuenta con un Instituto de Capacitación para los Trabajadores (ICATHI).